# العصر الميوسيني
فترة الميوسين أو الميوسيني (باللاتينية: Miocene)، هي فترة جيولوجية في المقياس الزمني الجيولوجي والتي تمتد من 5.333 إلى 2.58 مليون سنة مضت، لمدة 2.753 مليون سنة تقريبا. وهي أول فترة من العصر النيوجيني في حقبة الحياة الحديثة.
مرت الكرة الأرضية بعصور جليدية بدء من الأوليغوسيني مرورا بفترة الميوسيني إلى فترة البليوسيني. ولم يتم تعريف الحدود الزمنية للميوسيني بحدث متميز واحد ولكن بالحدود الإقليمية بين الأوليغوسيني الأكثر دفئا والبليوسيني الأكثر برودة.
خلال الميوسيني المبكر، اصطدمت قارة أفريقيا والجزيرة العربية بأوراسيا، الي أدى إلى قطع الاتصال بين البحر الأبيض المتوسط والمحيط الهندي، والسماح بتبادل الحيوانات بين أوراسيا وإفريقيا، وانتشار الخرطوميات والبشرانيات في أوراسيا. خلال أواخر الميوسيني، انغلق الاتصال بين المحيط الأطلسي والبحر الأبيض المتوسط، مما تسبب في تبخر البحر الأبيض المتوسط بالكامل تقريبًا. وسمي هذا الحدث "أزمة الملوحة المسينية". وبعد ذلك وعند حدود فترتي الميوسيني والبليوسيني، انفتح مضيق جبل طارق، وأعيد ملء البحر الأبيض المتوسط. وسمي هذا الحدث "فيضان الزانكلي".
كما تطورت القردة لأول مرة خلال الميوسيني المبكر (وخاصة مرحلتي الأكويتاني والبروديغالي)، وبدأت في التنوع وانتشرت على نطاق واسع في جميع أنحاء العالم القديم. وفي نهاية هذه الفترة تقريبًا، انفصل أسلاف البشر عن أسلاف الشمبانزي وبدأت باتباع مسارها التطوري الخاص خلال مرحلة المسيني الأخيرة (7.5-5.3 مليون سنة) من فترة الميوسيني. وكما حدث في الأوليغوسيني الذي سبقه، فقد استمرت الأراضي العشبية في التوسع، وتقلصت الغابات. وفي بحار الميوسيني، ظهرت غابات الأعشاب البحرية لأول مرة وسرعان ما أصبحت احد أكثر النظم البيئية إنتاجية على وجه الأرض.
كانت نباتات وحيوانات الميوسيني حديثة بشكل واضح. كما استقرت الثدييات والطيور في الأرض. وانتشرت الحيتان وزعنفيات الأقدام والأعشاب البحرية.
ويشكل الميوسيني أهمية خاصة بالنسبة لعلماء الجيولوجيا وعلماء المناخ القديم لأن المراحل الرئيسية لجيولوجيا جبال الهمالايا حدثت خلال تلك الفترة، مما أثر على أنماط الرياح الموسمية في آسيا، والتي كانت مرتبطة بالفترات الجليدية في نصف الكرة الشمالي.

## التسمية
في عام 1832 قدم "تشارلز لايل" مصطلح "الميوسيني" (Miocene) في كتابه "مبادئ الجيولوجيا" المجلد 3 (Principles of Geology). وجاءت الكلمة (الميوسيني) من اليونانية: μείων = (meíōn) = 'أقل' و καινός = (kainós) = 'جديد'، وتعني تقريبا «أقل حداثة»، لأن اللافقاريات البحرية في هذه الفترة أقل بـ 18% من فترة البليوسيني.

## الأقسام الفرعية
| العصر       | الفترة       | المرحلة     | أهم الأحداث | البداية (م.س.مضت) |
| ----------- | ------------ | ----------- | --- | ----------------- |
| النيوجيني   | البليوسيني   | الزانكلي    | أحدث | أحدث              |
| النيوجيني   | الميوسيني    | المسيني     | - أحداث جيولوجية: حدث المسيني للبحيرات الشديدة الملوحة في حوض البحر الأبيض المتوسط الجاف. بداية تشكل الصحراء الكبرى. مناخ معتدلة لمخازن الجليد، تتخللها عصور جليدية وتكون صفيحة شرق القارة القطبية الجنوبية الجليدية. - أحداث حيوية : انقراض آخر أشباه التمساحيات ومفصولات الرقاب والمفترسات. بعد الانفصال عن أسلاف الغوريلا، انفصل أسلاف الشمبانزي والبشر تدريجيًا؛ أناسي الساحل التشادي والأورورين في إفريقيا. | 7.246             |
| النيوجيني   | الميوسيني    | التورتوني   | - أحداث جيولوجية: حدث المسيني للبحيرات الشديدة الملوحة في حوض البحر الأبيض المتوسط الجاف. بداية تشكل الصحراء الكبرى. مناخ معتدلة لمخازن الجليد، تتخللها عصور جليدية وتكون صفيحة شرق القارة القطبية الجنوبية الجليدية. - أحداث حيوية : انقراض آخر أشباه التمساحيات ومفصولات الرقاب والمفترسات. بعد الانفصال عن أسلاف الغوريلا، انفصل أسلاف الشمبانزي والبشر تدريجيًا؛ أناسي الساحل التشادي والأورورين في إفريقيا. | 11.63             |
| النيوجيني   | الميوسيني    | السيرافالي  | - أحداث جيولوجية: أصبح المناخ مثالي في منتصف العصر الميوسيني موفرا مناخًا دافئًا مؤقتًا. - أحداث حيوية : انقراضات في منتصف العصر الميوسيني أدت إلى تناقص تنوع أسماك القرش. ظهور أفراس النهر. ظهور سلف القردة العليا. | 13.82             |
| النيوجيني   | الميوسيني    | اللانغي     | - أحداث جيولوجية: أصبح المناخ مثالي في منتصف العصر الميوسيني موفرا مناخًا دافئًا مؤقتًا. - أحداث حيوية : انقراضات في منتصف العصر الميوسيني أدت إلى تناقص تنوع أسماك القرش. ظهور أفراس النهر. ظهور سلف القردة العليا. | 15.98             |
| النيوجيني   | الميوسيني    | البروديغالي | - أحداث جيولوجية:تكون الجبال في نصف الكرة الأرضية الشمالي. بداية تكون جبال كايكورا التي تشكل جبال الألب الجنوبية في نيوزيلندا. تمتص الغابات المنتشرة ببطء كميات هائلة من ثاني أكسيد الكربون، مما أدى إلى انخفاض تدريجي في مستوى ثاني أكسيد الكربون في الغلاف الجوي من 650 جزء في المليون إلى حوالي 100 جزء في المليون خلال الميوسيني. تصطدم إفريقيا العربية بأوراسيا، لتشكل الحزام الألبي بالكامل وتغلق محيط تيثيس، لتسمح بالتبادل الحيواني. في الوقت نفسه، تنقسم إفريقيا العربية إلى إفريقيا وغرب آسيا. - أحداث حيوية:أصبحت فصائل الثدييات والطيور الحديثة معروفة. انقراض آخر أنواع الحيتان البدائية. انتشار الأعشاب في كل مكان. ظهور أسلاف القردة. | 20.45             |
| النيوجيني   | الميوسيني    | الأكويتاني  | - أحداث جيولوجية:تكون الجبال في نصف الكرة الأرضية الشمالي. بداية تكون جبال كايكورا التي تشكل جبال الألب الجنوبية في نيوزيلندا. تمتص الغابات المنتشرة ببطء كميات هائلة من ثاني أكسيد الكربون، مما أدى إلى انخفاض تدريجي في مستوى ثاني أكسيد الكربون في الغلاف الجوي من 650 جزء في المليون إلى حوالي 100 جزء في المليون خلال الميوسيني. تصطدم إفريقيا العربية بأوراسيا، لتشكل الحزام الألبي بالكامل وتغلق محيط تيثيس، لتسمح بالتبادل الحيواني. في الوقت نفسه، تنقسم إفريقيا العربية إلى إفريقيا وغرب آسيا. - أحداث حيوية:أصبحت فصائل الثدييات والطيور الحديثة معروفة. انقراض آخر أنواع الحيتان البدائية. انتشار الأعشاب في كل مكان. ظهور أسلاف القردة. | 23.04             |
| الباليوجيني | الأوليغوسيني | الخاتي      | أقدم | أقدم              |

## الجغرافيا القديمة

اليابان خلال الميوسيني المبكر

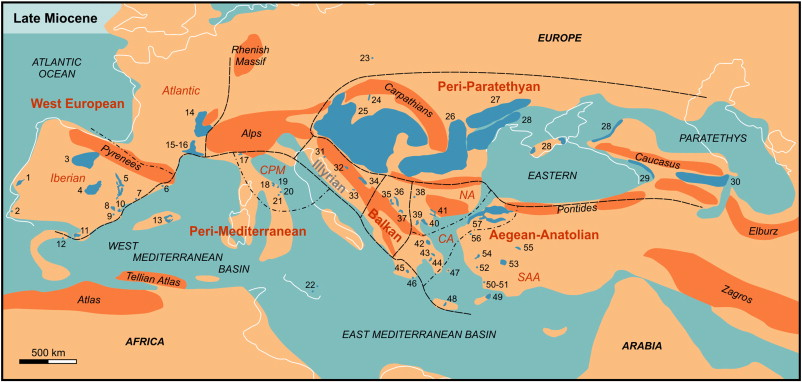
البحر الأبيض المتوسط خلال أواخر الميوسيني

استمرت القارات في الانجراف نحو مواقعها الحالية. من بين السمات الجيولوجية الحديثة، أنه لم يكن هناك جسر بري بين أمريكا الجنوبية وأمريكا الشمالية، على الرغم من أن أمريكا الجنوبية كانت تقترب من منطقة الاندساس الغربية في المحيط الهادئ، مما تسبب في ارتفاع جبال الأنديز وامتداد شبه جزيرة أمريكا الوسطى جنوبًا.
تشكلت الجبال في غرب أمريكا الشمالية وأوروبا وشرق آسيا. وانتشرت رواسب الميوسيني القارية والبحرية في جميع أنحاء العالم مع وجود انكشافات بحرية شائعة بالقرب من الشواطئ الحديثة. توجد تعرضات قارية في السهول الكبرى في أمريكا الشمالية وفي الأرجنتين.
كان الاتجاه العالمي في زيادة الجفاف بسبب التبريد العالمي الذي قلل من قدرة الغلاف الجوي على امتصاص الرطوبة، وخاصة بعد 7 - 8 ملايين سنة مضت. وكان ارتفاع شرق إفريقيا في أواخر الميوسيني مسؤولاً بشكل جزئي عن انكماش الغابات المطيرة الاستوائية في تلك المنطقة، وأصبحت أستراليا أكثر جفافًا مع دخولها منطقة هطول أمطار منخفضة في أواخر الميوسيني.

### أوراسيا
استمرت الصفيحة الهندية في الاصطدام بالصفيحة الأوراسية، مما أدى إلى تكوين سلاسل جبلية جديدة ورفع هضبة التبت، ونتج عن ذلك حدوث ظل مطري وتجفاف في داخل آسيا. شهدت جبال تيان شان ارتفاعًا كبيرًا في أواخر الميوسيني، مما حال دون دخول الرياح الغربية إلى حوض تاريم، فتسبب ذلك في جفافه.
في بداية الميوسيني، اصطدمت الحافة الشمالية للصفيحة العربية، التي كانت حينها جزءًا من الكتلة البرية الإفريقية، بالصفيحة الأوراسية؛ ونتيجة لذلك، استمر بحر تيثس بالانكماش ثم اختفى تمامًا عندما اصطدمت إفريقيا بأوراسيا في المنطقة التركية-العربية. حدثت الخطوة الأولى من هذا الإغلاق قبل حوالي 20 مليون سنة، مما أدى إلى تقليل تبادل الكتل المائية بنسبة 90%، بينما وقعت الخطوة الثانية حوالي 13.8 مليون سنة مضت، متزامنة مع توسع كبير للمثالج الجليدية في القارة القطبية الجنوبية. أدى ذلك إلى قطع الاتصال بين المحيط الهندي والبحر الأبيض المتوسط، وتشكُّل الاتصال البري الحالي بين أفريقيا-العربية وأوراسيا. ساهم الارتفاع اللاحق للجبال في منطقة غرب البحر الأبيض المتوسط، بالإضافة إلى الانخفاض العالمي في مستويات سطح البحر، عن تجفيف مؤقت للبحر الأبيض المتوسط، وهي الظاهرة المعروفة بأزمة الملوحة المسينية قرب نهاية الميوسيني. وشهد بحر باراتيثس طغيان كبيرة (تَغْرِيق) خلال بداية منتصف الميوسيني. وقبل حوالي 13.8 مليون سنة، وخلال الانخفاض العالمي في مستوى سطح البحر، انفصل باراتيثس الشرقي عن المحيط العالمي بسبب إغلاق مضيق بارلاد، مما حولها فعليًا إلى بحيرة مالحة. منذ 13.8 إلى 13.36 مليون سنة، سادت فترة تبخر مماثلة لأزمة الملوحة الميسينية اللاحقة في البحر الأبيض المتوسط، وذلك في باراتيثس الأوسط الذي انقطع عنه مصادر المياه العذبة بسبب انفصاله عن باراتيثس الشرقي. ومن 13.36 إلى 12.65 مليون سنة مضت، تميزت باراتيثس الأوسط بظروف بحرية مفتوحة، إلى أن أعاد فتح مضيق بارلاد الاتصال، الذي أدى إلى تحول الظروف إلى خليط من المياه المالحة والعذبة في باراتيثس الأوسط، وتسبب في حدث انقراض الباديني-السارماتي. ونتيجة لإعادة فتح مضيق بارلاد، انخفض مستوى مياه باراتيثس الشرقي مع عودته مجددًا إلى حالة البحر.
انفتح مضيق فرام خلال الميوسيني، وكان الممر الوحيد لتدفق مياه الأطلسي إلى المحيط المتجمد الشمالي حتى العصر الرباعي. ونتيجة للارتفاع الإقليمي للجرف القاري، لم يكن بإمكان هذه المياه المرور عبر ممر بارنتس بحري خلال الميوسيني.
تشكلت دلتا نهر ميكونغ الحديثة بعد حوالي 8 ملايين سنة مضت. وتشير الجيوكيمياء لحوض تشيونغدونغنان في شمال بحر الصين الجنوبي إلى أن نهر اللؤلؤ كان مصدرًا رئيسيًا لتدفق الرواسب إلى البحر خلال الميوسيني المبكر، وكان نظامًا نهريًا رئيسيًا كما هو الحال في الحاضر.

### أمريكا الجنوبية
خلال الأوليغوسيني والميوسيني المبكر، تعرّضت سواحل شمال البرازيل، وكولومبيا، وجنوب وسط بيرو، ووسط تشيلي، ومناطق واسعة من باتاغونيا الداخلية لتجاوز بحري. ويُعتقد أن التجاوزات البحرية على الساحل الغربي لأمريكا الجنوبية ناتجة عن ظاهرة إقليمية، بينما يُمثّل الجزء الأوسط من الأنديز، الذي كان يرتفع تدريجيًا، استثناءً. وعلى الرغم من وجود العديد من السجلات لتجاوزات بحرية تعود لفترتي الأوليغوسيني والميوسيني حول العالم، إلا أنه توجد شكوك حول هذه الظواهر مترابطة.
يُعتقد أن التجاوز البحري خلال الأوليغوسيني والميوسيني في باتاغونيا قد ربط مؤقتًا المحيطين الهادئ والأطلسي، كما يُستدل من الحفريات اللافقارية البحرية ذات صلة بكل من الأطلسي والهادئ في تكوين لا كاسكادا. ويُرجّح أن هذا الاتصال حدث عبر ممرات بحرية ضحلة (داخلية) ضيقة شكّلت قنوات في تضاريس مقطعة.
بدأت الصفيحة القطبية الجنوبية بالاندساس تحت أمريكا الجنوبية قبل 14 مليون سنة خلال الميوسيني، مشكلة التقاطع الثلاثي لتشيلي. في البداية، اندست الصفيحة القطبية الجنوبية فقط في أقصى الطرف الجنوبي من باتاغونيا، مما يعني أن تقاطع تشيلي الثلاثي كان يقع بالقرب من مضيق ماجلان. ومع اندساس الجزء الجنوبي من صفيحة نازكا وحيد تشيلي، بدأت المناطق الشمالية من الصفيحة القطبية الجنوبية بالاندساس تحت باتاغونيا، فتقدّم تقاطع تشيلي الثلاثي شمالًا مع مرور الوقت. أدت نافذة غلاف الانسياب المرتبطة بالتقاطع الثلاثي إلى اضطراب الأنماط السابقة للحمل الحراري للوشاح الأرضي تحت باتاغونيا، مما أحدث ارتفاعًا يقارب كيلومترًا واحدًا عكس تقدم البحر الذي حدث في الأوليجوسيني-الميوسيني.
مع ارتفاع جبال الأنديز الجنوبية خلال الميوسيني الأوسط (منذ 14 إلى 12 مليون سنة)، تسببت ظاهرة ظل المطر الناتجة عن ذلك في نشوء صحراء باتاغونيا في الشرق.

### أستراليا
كان أقصى شمال أستراليا يتمتع بمناخ موسمي خلال الميوسيني. وبالرغم من الاعتقاد الشائع بأن شمال أستراليا كان أكثر رطوبة بكثير خلال الميوسيني، إلا أن هذا التفسير قد يكون نتيجة لتحيّز في الحفظ المرتبط بالنباتات النهرية والبحيرية؛ وقد تم تحدي هذا الاكتشاف بحد ذاته من قبل أوراق بحثية أخرى. أما أستراليا الغربية، فكانت جافة كما هي اليوم، وبلغ الجفاف فيها ذروته خلال الميوسيني الأوسط.

## المناخ

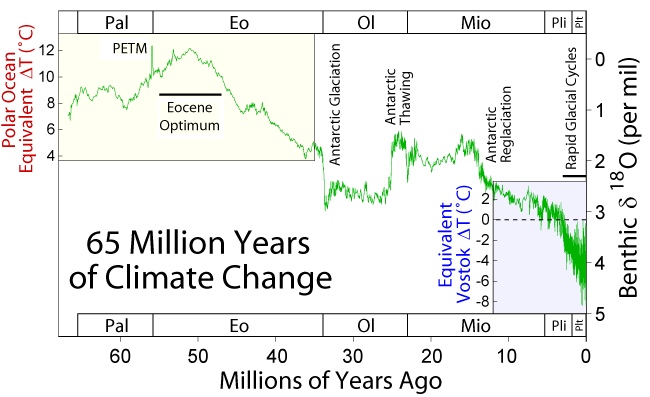

ظلَّ المناخ معتدل الدفء، رغم استمرار التبريد العالمي البطيء الذي أدى في نهاية المطاف إلى التجلدات خلال البليستوسيني. وعلى الرغم من أن اتجاه التبريد طويل الأمد كان قد بدأ بالفعل، إلا أن هناك أدلة على فترة دافئة خلال الميوسيني، بلغ فيها المناخ العالمي درجات حرارة مماثلة لمناخ الأوليغوسيني.[بحاجة لمصدر] وقد اقترح بعض الباحثين أن مناخ الميوسيني يُعد نموذجًا جيدًا لتصوّر المناخات المستقبلية الأكثر دفئًا الناتجة عن الاحترار العالمي البشري، وينطبق ذلك بشكل خاص على المناخ العالمي خلال فترة الذروة المناخية للميوسيني الأوسط، إذ إن آخر مرة وصلت فيها مستويات ثاني أكسيد الكربون إلى ما يُتوقع أن تبلغه في المستقبل نتيجة التغير المناخي البشري، كانت خلال هذه الذروة المناخية. وكان الهامش لبحر روس التابع للصفيحة الجليدية لشرق القارة القطبية الجنوبية شديد الديناميكية خلال الميوسيني المبكر.
بدأ الميوسيني بحدث التبريد الميوسيني المبكر (Mi-1) قبل حوالي 23 مليون سنة، والذي شكّل بداية فترة تبريد الميوسين المبكر (EMCI). حدث هذا التبريد مباشرة بعد الانتقال الأوليجوسيني-الميوسيني، وذلك تزامنًا مع توسّع كبير في الصفائح الجليدية في القارة القطبية الجنوبية، لكنه لم يرتبط بانخفاض كبير في مستويات ثاني أكسيد الكربون في الغلاف الجوي. كانت التدرجات الحرارية القارية والمحيطية عند خطوط العرض المتوسطة خلال الميوسيني المبكر مشابهة جدًا لما هي عليه اليوم. وقد أدى التبريد العالمي إلى بدء تشكّل الرياح الموسمية الصيفية في شرق آسيا بشكلها الحديث خلال الميوسيني المبكر. وفي الفترة بين 22.1 و19.7 مليون سنة مضت، شهد حوض شينينغ دفئًا ورطوبة نسبيين، وسط اتجاه عام نحو الجفاف.
انتهت فترة تبريد الميوسيني المبكر (EMCI) قبل 18 مليون سنة، وفسح المجال لفترة دفء الميوسيني الأوسط (MMWI)، وأكثرها دفئًا هي الذروة المناخية للميوسيني الأوسط (MMCO) التي بدأت قبل 16 مليون سنة. مع انتقال العالم إلى الذروة المناخية للميوسيني الأوسط، تراوحت تركيزات ثاني أكسيد الكربون ما بين 300 و 500 جزء في المليون. وكان متوسط درجة حرارة سطح الأرض السنوية خلال هذه الذروة حوالي 18.4 درجة مئوية. وكان سبب هذا الدفء يعود إلى نشاط البازلت في نهر كولومبيا وتفاقم بسبب انخفاض البياض السطحي الناتج عن تقلص الصحارى وتوسع الغابات. وتشير نمذجة المناخ إلى أن عوامل إضافية، غير معروفة حاليًا، عملت أيضًا على خلق الظروف الدافئة للفترة. وشهدت هذه الفترة توسع النطاق المناخي الاستوائي إلى حجم أكبر بكثير مما هو عليه اليوم. انتقل نطاق التقارب بين المدارين في يوليو، وهي منطقة أقصى هطول للأمطار الموسمية، إلى الشمال، مما أدى إلى زيادة هطول الأمطار فوق جنوب الصين بينما قللها في الوقت نفسه فوق الهند الصينية خلال الرياح الموسمية لشرق آسيا (EASM). وخلال هذ الوقت اتسمت أستراليا الغربية بالجفاف الاستثنائي. في القارة القطبية الجنوبية، وصلت متوسط درجات حرارة الصيف على اليابسة إلى 10 درجات مئوية. في المحيطات، انخفض عمق الليزوكلين بحوالي نصف كيلومتر خلال فترات الدفء التي تزامنت مع أقصى قيم الانحراف المداري. انتهت الذروة المناخية للميوسيني الأوسط قبل حوالي 14 مليون سنة، عندما انخفضت درجات الحرارة العالمية في التحول المناخي للميوسيني الأوسط (MMCT). تشير الزيادة المفاجئة في ترسب الأوبال إلى أن هذا التبريد كان مدفوعًا بزيادة امتصاص ثاني أكسيد الكربون عن طريق التجوية السيليكاتية. وقد تسببت التحول المناخي للميوسيني الأوسط في انخفاض درجة حرارة سطح البحر بحوالي 6 درجات مئوية في شمال الأطلسي. كان الانخفاض في نسب دلتا-O-18 في المنخربات القاعية أكثر وضوحًا في المياه المحيطة بالقارة القطبية الجنوبية، مما يشير إلى أن التبريد كان الأشد هناك. في هذا الوقت تقريبًا حدث تجلد Mi3b (توسع هائل للتجلد في القارة القطبية الجنوبية). وبعد التحول المناخي للميوسيني الأوسط استقرت الصفيحة الجليدية لشرق القارة القطبية الجنوبية بشكل ملحوظ. تسبب تكثيف التجلد في اختلال ترسب الرواسب عن دورة الانحراف المداري البالغة 405 ألف سنة.

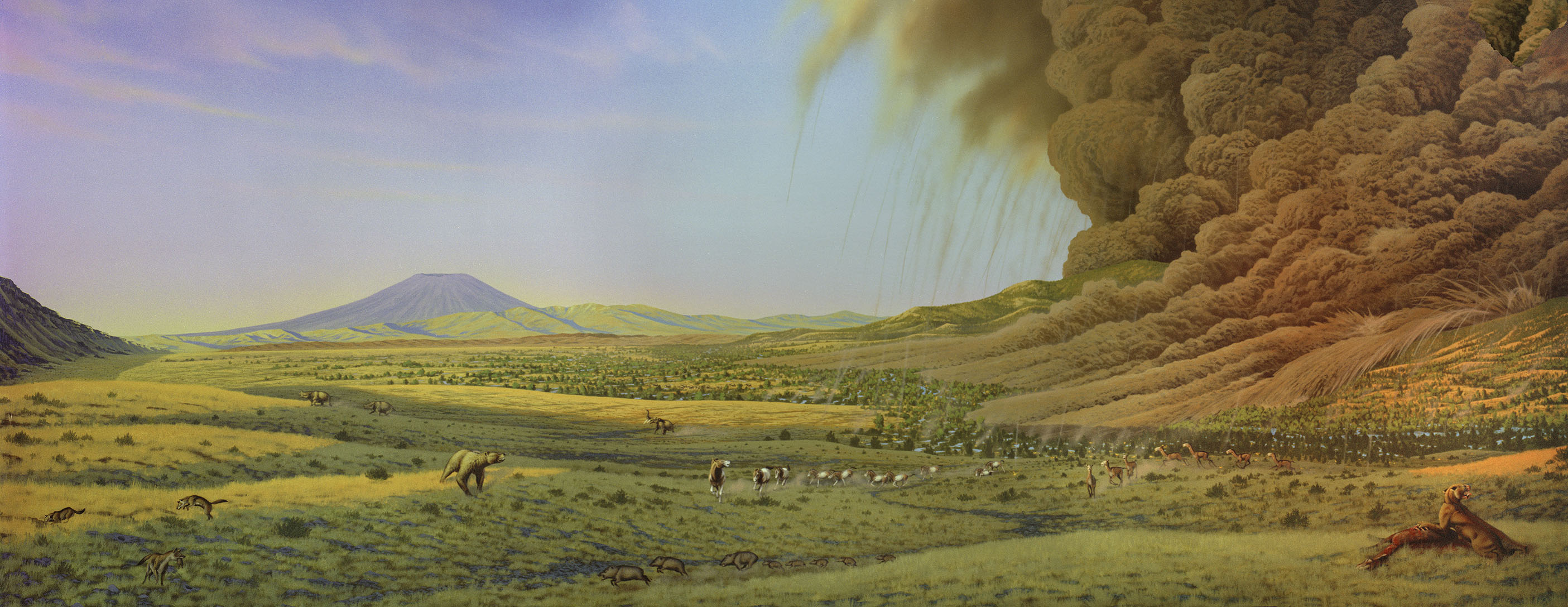
استعادة مشهد ثوران بركاني في حوض هارني، غرب الولايات المتحدة، كما تم تمثيله في تكوين راتلسنيك.

انتهت فترة دفء الميوسيني الأوسط حوالي قبل 11 مليون سنة، عندما بدأت فترة برودة أواخر الميوسيني. حدث احترار كبير ولكنه عابر بين حوالي 10.8-10.7 مليون سنة مضت. خلال أواخر الميوسيني، بدأ مناخ الأرض يُظهر تشابهًا كبيرًا مع المناخ الحالي.[وفقًا لِمَن؟][بحاجة لمصدر] أصبحت دورة تعديل الميل المحوري البالغة 173 ألف سنة، والتي تتحكم بها تفاعلات الأرض مع كوكب زحل، مرئية في السجل المناخي خلال أواخر الميوسيني. قبل 12 مليون سنة، كانت ولاية أوريغن عبارة عن سافانا مشابهة للتي على الحواف الغربية لسلسلة سييرا نيفادا في شمال كاليفورنيا. أصبحت أستراليا الوسطى أكثر جفافًا بشكل تدريجي، بينما شهدت جنوب غرب أستراليا فترة رطوبة ملحوظة خلال الفتر بين 12 إلى 8 ملايين سنة مضت. شهدت الرياح الموسمية الشتوية في جنوب آسيا قوةً خلال الفترة بين 9.2 و8.5 مليون سنة تقريبًا. وبين 7.9 و5.8 مليون سنة مضت، أصبحت الرياح الموسمية الشتوية لشرق آسيا أقوى، بالتزامن مع انتقال الجبهة شبه القطبية نحو الجنوب. يُعتقد أن جرينلاند بدأت تُكوِّن كتل جليدية كبيرة في وقت مبكر منذ 8 إلى 7 ملايين سنة مضت، رغم أن المناخ ظل دافئًا بدرجة كافية لدعم الغابات هناك حتى أواخر البليوسيني. كانت منطقة تشيجيانغ في الصين أكثر رطوبة بشكل ملحوظ مقارنة بوضعها الحالي. في وادي الأخدود العظيم في كينيا، كان هناك اتجاه تدريجي ومتزايد للتصحر، على الرغم من أنه لم يكن باتجاه واحد، واستمرت فترات رطبة وممطرة في الحدوث. بين 7 و5.3 مليون سنة مضت، انخفضت درجات الحرارة بشكل حاد مرة أخرى خلال ما يُعرف بالتبريد للميوسين المتأخر، على الأرجح نتيجة لانخفاض تركيز ثاني أكسيد الكربون في الغلاف الجوي، وانخفاض سعة الانحراف المحوري للأرض، واقتربت صفيحة القارة القطبية الجنوبية الجليدية من حجمها وسُمكها الحاليين. درجات حرارة المحيطات انخفضت بشكل كبير لتقترب من القيم الحالية خلال فترة التبريد للميوسين المتأخر؛ كما انخفضت درجة حرارة سطح البحر خارج المناطق الاستوائية بمقدار يتراوح بين 7 إلى 9 درجات مئوية. أصبحت دورات الانحراف المحوري البالغة 41 ألف سنة هي العامل المداري المسيطر على المناخ قبل 7.7 مليون سنة مضت، وزادت هذه السيطرة بشكل كبير بحلول 6.4 مليون سنة مضت. وتشير قيم دلتا-O-18 القاعية إلى حدوث تجلد ملحوظ في الفترة بين 6.26 و5.50 مليون سنة مضت، وكانت الدورات الجليدية-بين الجليدية حينها خاضعة لدورة 41 ألف سنة. حدثت إعادة تنظيم كبيرة لدورة الكربون قبل حوالي 6 ملايين سنة، مما تسبب في أن لم تعد خزانات الكربون القارية تتوسع خلال الفترات الباردة، كما فعلت خلال الفترات الباردة في الأوليغوسيني ومعظم الميوسيني. مع نهاية الميوسيني، ارتفعت درجات الحرارة العالمية مجددًا نتيجة زيادة سعة الانحراف المحوري للأرض، وهو ما أدى إلى زيادة الجفاف في آسيا الوسطى. حوالي 5.5 مليون سنة مضت، شهدت الرياح الموسمية الشتوية لشرق آسيا فترة تسارع قوي في شدتها.

## الحياة
كانت الحياة خلال الميوسيني مدعومة في الغالب بنظامين بيئيين جديدين: غابات أعشاب البحر والأرضي العشبية[وفقًا لِمَن؟][بحاجة لمصدر]. تُتيح الأرضي العشبية تواجد المزيد من الحيوانات الراعية مثل الخيول ووحيد القرن وأفراس النهر. بنهاية هذه الفترة، أصبح 95% من النباتات الحديثة موجودة.[بحاجة لمصدر] ونشأت أجناس الأسماك العظمية الحديثة. وظهر تدرج تنوع حيوي حديث حسب خطوط العرض منذ حوالي قبل 15 مليون سنة.

### النباتات

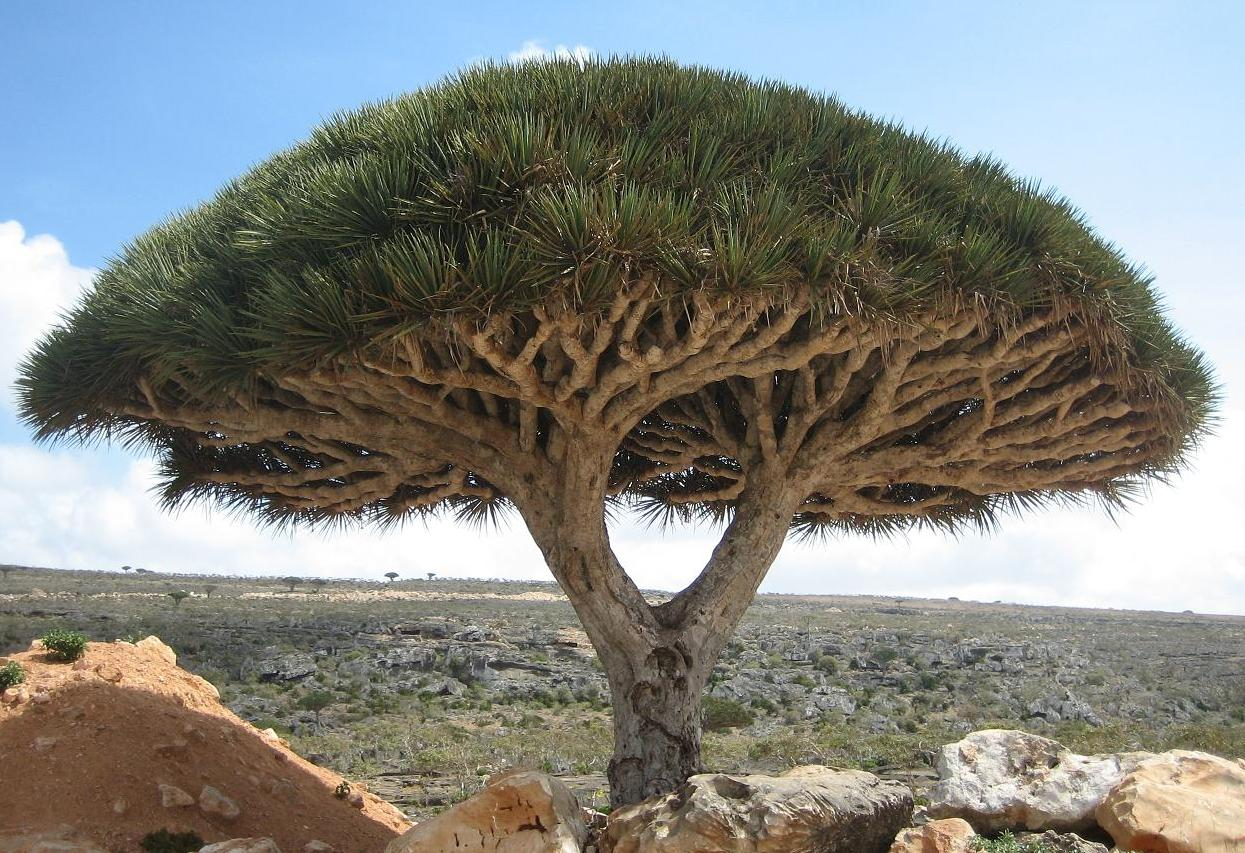
تعتبر شجرة دم الأخوين من بقايا الغابات شبه الاستوائية اللوراسية التي تعود إلى فترة الميو-بليوسيني والتي انقرضت الآن تقريبًا في شمال إفريقيا.

أدى التطور المشترك بين الأعشاب الصخرية الليفية المقاومة للنيران، مع ذوات ذات الحوافر طويلة الأرجل الاجتماعية ذوات الأسنان عالية التاج، إلى توسع كبير في النظم البيئية المعتمدة على أعشاب الرعي[بحاجة لمصدر]. وقد تعرضت قطعان الحيوانات الراعية الكبيرة والسريعة للاصطياد من قبل الحيوانات المفترسة عبر مساحات شاسعة من الأراضي العشبية المفتوحة، مما أزاح الصحاري والغابات وحيوانات رعي الأشجار[بحاجة لمصدر].
أدت التربة العشبية الخصبة والأعمق، بفضل محتواها العضوي العالي وقدرتها الفائقة على الاحتفاظ بالمياه، إلى إنشاء بالوعة للكربون وبخار الماء من خلال دفن الكربون على المدى الطويل في الرواسب. وقد ساهم هذا، إلى جانب الانعكاسية السطحية (البياض السطحي) العالي ومعدل النتح التبخري القليل للأراضي العشبية، في خلق مناخ أكثر برودة وجفافًا. قرب نهاية الميوسيني، بين 6 و 7 ملايين سنة مضت، أصبحت التمثيل الضوئي رباعي الكربون (C4) ذات أهمية بيئية كبيرة، التي تتميز بكفاءة أكبر في امتصاص ثاني أكسيد الكربون والماء مقارنة بأعشاب التمثيل الضوئي ثلاثي الكربون (C3). ومع ذلك، لم تتوسع هذه الأعشاب شمالاً خلال أواخر الميوسيني. غالبًا ما يرتبط توسع المراعي وتنوع آكلات الأعشاب البرية بالتقلبات في مستويات ثاني أكسيد الكربون. ومع ذلك، تشير إحدى الدراسات إلى أن توسع المراعي لم يكن مدفوعًا بشكل أساسي بانخفاض ثاني أكسيد الكربون، بل يعزى إلى ازدياد التغيرات الموسمية والجفاف، إلى جانب المناخ الموسمي، مما جعل حرائق الغابات أكثر انتشارًا من ذي قبل. كان لتوسع المراعي في أواخر الميوسيني تأثيرات متتالية على دورة الكربون العالمية، ويتجلى ذلك في الأثر الذي تركته في سجلات نظائر الكربون.
بدأت السيكاديات، بين 11.5 و5 ملايين سنة مضت، في استعادة تنوعها بعد الانخفاضات السابقة في تنوعها نتيجة التغيرات المناخية، وبالتالي، لا تُعد السيكاديات الحديثة نموذجًا جيدًا لوصف "أحفورة حية"، نظرًا لأنها خضعت لتنوع جديد بعد تدهور سابق. توجد أوراق الأوكالبتوس الأحفورية في رواسب الميوسيني في نيوزيلندا، ومن المثير للاهتمام أن هذا الجنس ليس أصليًا في نيوزيلندا اليوم، ولكنه أُدخل إليها من أستراليا. يشير وجود هذه الأحافير إلى أن توزيع الأوكالبتوس كان مختلفًا في الماضي، أو أن الظروف المناخية في نيوزيلندا في الميوسيني كانت مناسبة لنموه قبل أن يتغير المناخ أو تختفي الظروف الملائمة له في هذه المنطقة بشكل طبيعي أو نتيجة عوامل أخرى.

### الحيوانات

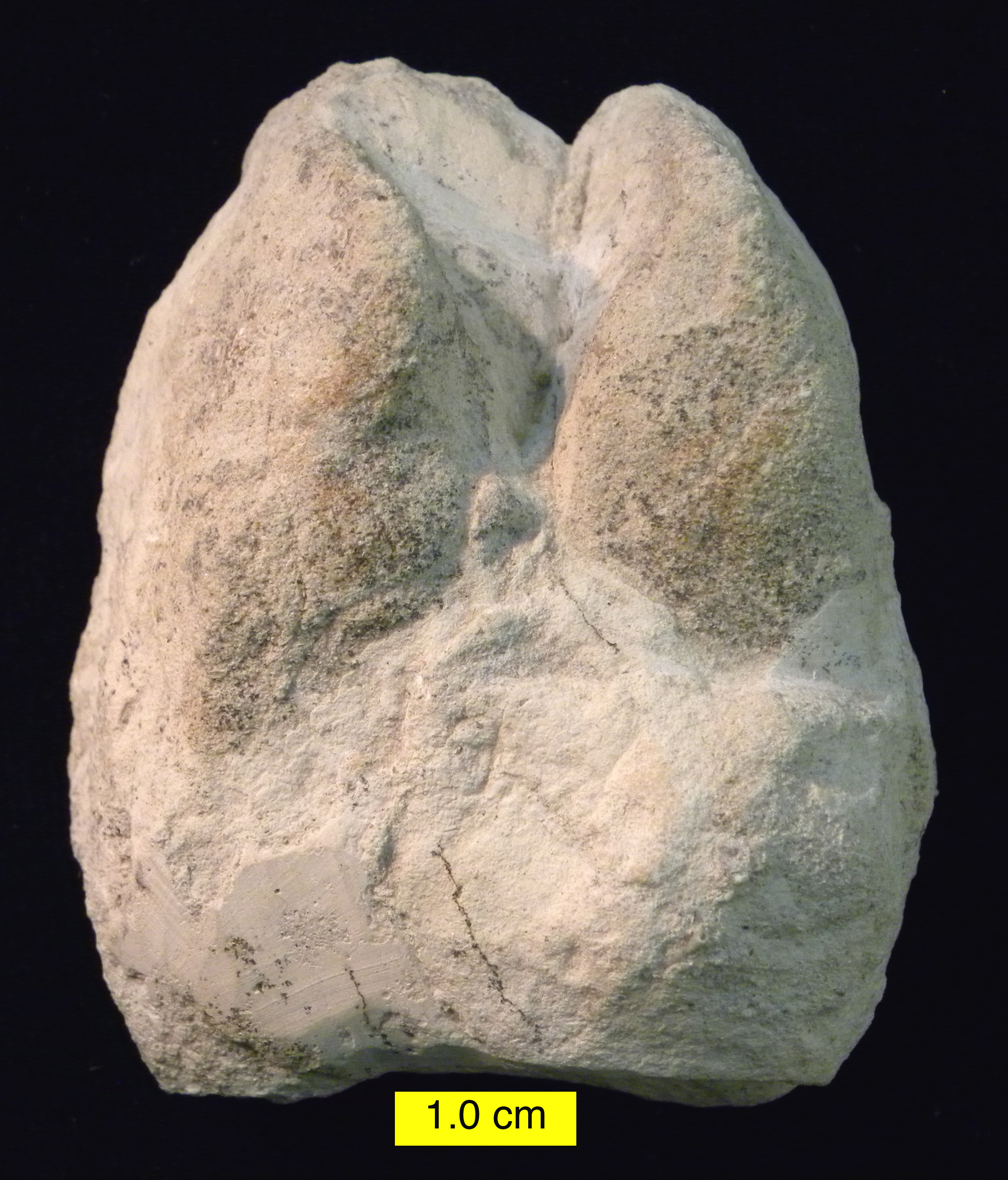
أثر أقدام أحد أشباه الجمال من تكوين بارستاو (الميوسيني) في حوض رينبو، كاليفورنيا.

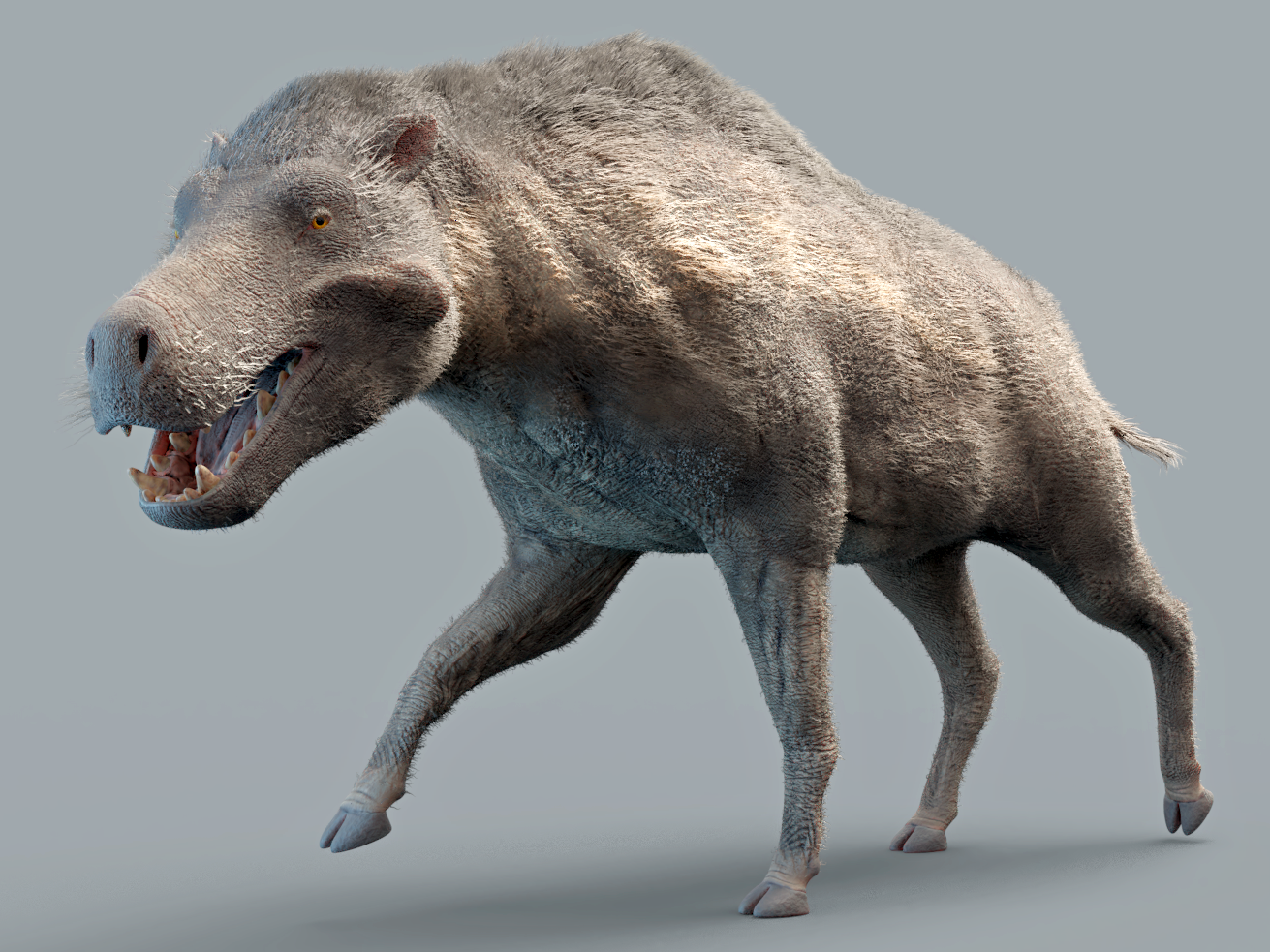
استعادة شكل حياة الدايودون.

كانت الحيوانات البحرية والبرية حديثة إلى حد ما، رغم أن الثدييات البحرية كانت أقل عددًا. وقد وُجدت حيوانات متباينة بشكل كبير فقط في أمريكا الجنوبية وأستراليا المعزولتين.
في أوراسيا تحولت كثافة الأجناس جنوبًا إلى خطوط العرض المنخفضة من الميوسيني المبكر إلى الأوسط. وتراجع تنوع الثدييات الكبيرة في أوروبا بشكل ملحوظ خلال الميوسيني المتأخر.
في الميوسيني المبكر، ظلت عدة مجموعات من الأوليغوسيني متنوعة، بما في ذلك النيمرافيدات، والإنتيلودونت، والخيول ثلاثية الأصابع. كما في فترة الأوليغوسيني، كانت جبلية الأسنان لا تزال متنوعة، لكنها اختفت في أوائل البليوسيني. خلال الميوسيني المتأخر، أصبحت الثدييات أكثر حداثة، مع وجود أنواع يمكن التعرف عليها بسهولة مثل الكلبيات، والدببة، والباندات الحمراء، والراكونيات، والخيليات، والقنادس، والأيائل، والجمليات، والحيتان، إلى جانب مجموعات انقرضت الآن مثل الكلبيات الآكلة النهمة، وبعض أنواع الوحشيات الوتدية، والخيول ثلاثية الأصابع، والكركدنيات عديمة القرون مثل التليوسيراس والأفيلوس. كما أن الميوسيني المتأخر يشهد انقراض آخر ما تبقى من ضبعيات الأسنان. عندما بدأت الجزر بالتكوُّن بين أمريكا الجنوبية وأمريكا الشمالية في أواخر الميوسيني، سمحت لكسالى الأرض مثل الثينوباديستس بالانتقال بين الجزر إلى أمريكا الشمالية. وقد أدى انتشار الأعشاب الغنية بالسيليكا التي تتميز بالتمثيل الضوئي رباعي الكربون إلى انقراض عالمي للأنواع العاشبة التي لا تمتلك أسنانًا عالية التاج. تنوعت فصيلة العرسيات لتشمل أكبر أشكالها كحيوانات مفترسة برية مثل الإيكوروس إيكاكيران، والإوميليفيورا، والميغاليكتيس، وظهرت أيضًا ثعالب الماء مثل الإنهيدريودون والسيفاونيكس. كانت حيوانات شفويات الأعور منتشرة في أوروبا، ولكنها كانت أقل تنوعًا في جنوب أوروبا مقارنةً بالشمال بسبب الجفاف في المناطق الجنوبية.
ظهرت خلال الميوسيني أنواع يمكن التعرف عليها بوضوح من البط السطحي والزقزاقات، والبوم الحقيقي، والكوكاتو، والغربان. يُعتقد بنهاية هذه الفترة أن جميع أو معظم مجموعات الطيور الحديثة كانت موجودة؛ أما حفريات الطيور القليلة التي تعود لما بعد الميوسيني ولا يمكن تصنيفها بدقة في شجرة التطور، فهي ببساطة محفوظة بشكل سيئ جدا، وليست غامضة في خصائصها. ووصل تنوع الطيور البحرية إلى أعلى مستوياته على الإطلاق خلال هذه الفترة[بحاجة لمصدر].
أدى توسّع الأراضي العشبية في أمريكا الشمالية أيضًا إلى تنوّع انفجاري في أعداد الأفاعي. ففي السابق، كانت الثعابين تُشكّل جزءًا بسيطًا من الحيوانات في أمريكا الشمالية، ولكن خلال الميوسيني، ازداد عدد أنواعها وانتشارها بشكل كبير مع الظهور الأول للأفاعي السامة وثعابين العرابيد في أمريكا الشمالية، والتنوع الكبير في فصيلة الحنشيات (بما في ذلك نشأة العديد من الأجناس الحديثة مثل ثعبان الماء، والثعبان الملك، وثعبان الصنوبر، والثعبان النمر.
كانت المفصليات وفيرة، حتى في مناطق مثل التبت التي كان يُعتقد تقليديًا أنها تفتقر إلى التنوع. تنوعت متساوي الأجنحة الحديثة (الأرضة الحديثة) وانتشرت إلى مناطق لم تكن موجودة فيها سابقًا، مثل مدغشقر وأستراليا.

#### الحياة المائية
في المحيطات، انتشرت الطحالب البنية المعروفة باسم عشب البحر، مما دعم ظهور أنواع جديدة من الكائنات البحرية، بما في ذلك ثعالب الماء والأسماك ومختلف اللافقاريات.
عانت الشعاب المرجانية من تراجع محلي كبير على طول الساحل الشمالي الشرقي لأستراليا خلال مرحلة التورتوني، ويُرجَّح أن السبب في ذلك هو ارتفاع درجة حرارة مياه البحر.

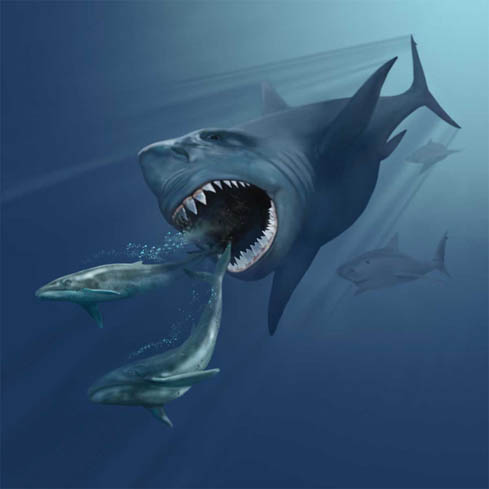
تصور فني لحوتين من نوع الهركول البدائي يطاردهما القرش العملاق أوتودس ميجالودون.

بلغت الحيتانيات أعلى مستويات تنوعها خلال الميوسيني، وتم التعرف على أكثر من 20 جنسًا من الحيتان البالينية، مقارنةً بستة أجناس فقط لا تزال حية الوقت الحاضر. يرتبط هذا التنوع بظهور مفترسات بحرية ضخمة مثل أسماك القرش ذات الأسنان العملاقة وحيتان العنبر المفترسة. من الأمثلة البارزة على ذلك: الميجالودون أوتودس والليفْيَاثان ميلفيلي. ومن أسماك القرش الكبيرة الأخرى الملحوظة: أوتودس تشوبوتنسيس، إيسوروس هاستاليس، وهيميبريستيس سيرا.
أظهرت التماسيح مؤشرات على التنوع خلال الميوسيني. وكان أكبرها نوعًا من الكيامن العملاق يدعى البيوروصور الذي عاش في أمريكا الجنوبية. وكان هناك شكل عملاق آخر يُعرف بالغريال الكاذب الرامفوسوكس، والذي عاش في الهند خلال العصر الحديث. كما ازدهر نوع غريب إلى جانب البيوروصور يُدعى الموراسوكس. وقد طوّر هذا النوع آلية تغذية تتميز بالترشيح، ومن المحتمل أنه كان يتغذى على الفرائس الصغيرة رغم حجمه الضخم.
أصغر أعضاء فصيلة السيبيكسية هي فرع من تمساحيات الشكل البرية الكبيرة والمفترسة التي تربطها صلة بعيدة بالتماسيح الحديثة والتي يُعتقد أنها تفرعت عنها قبل أكثر من 180 مليون سنة، معروفة من الميوسيني في أمريكا الجنوبية.
ازدهرت آخر أنواع المدعمات خلال هذه الفترة قبل أن تصبح الرتبة الوحيدة من الثدييات البحرية المنقرضة. وأصبحت زعنفيات الأقدام، التي ظهرت قرب نهاية الأوليغوسيني، أكثر تكيفًا مع الحياة المائية. ومن الأجناس البارزة الألوديسموس. أما الفظ الشرس البيلاجياركتوس، فقد يكون قد افتَرس أنواعًا أخرى من زعنفيات الأقدام، بما فيها الألوديسموس.
علاوة على ذلك، شهدت المياه في أمريكا الجنوبية وصول البيرانا العملاقة باراننسيس، والتي كانت أكبر بكثير من أسماك البيرانا الموجودة في العصر الحديث.
يُعد السجل الأحفوري للميوسيني في نيوزيلندا غنيًا بشكل خاص. تُظهر الرواسب البحرية مجموعة متنوعة من الحوتيات والبطاريق، مما يوضح تطور كلتا المجموعتين إلى أشكالها الحديثة. أما حيوانات سانت باثانز في أوائل الميوسيني، فهي تُشكّل السجل الأحفوري البري الوحيد من حقبة الحياة الحديثة في اليابسة، وتعرض تنوعًا واسعًا لا يشمل فقط أنواعًا عديدة من الطيور، بما فيها الممثلين الأوائل لفروع تطورية مثل الموا والكيوي والأزبيل، بل يشمل أيضًا تنوعًا كبيرًا من الزواحف مثل منقاريات الرأس، والتماسيح، والسلاحف، بالإضافة إلى ثدييات برية غنية تتكون من أنواع متعددة من الخفافيش، وثدييات سانت باثانز الغامضة.

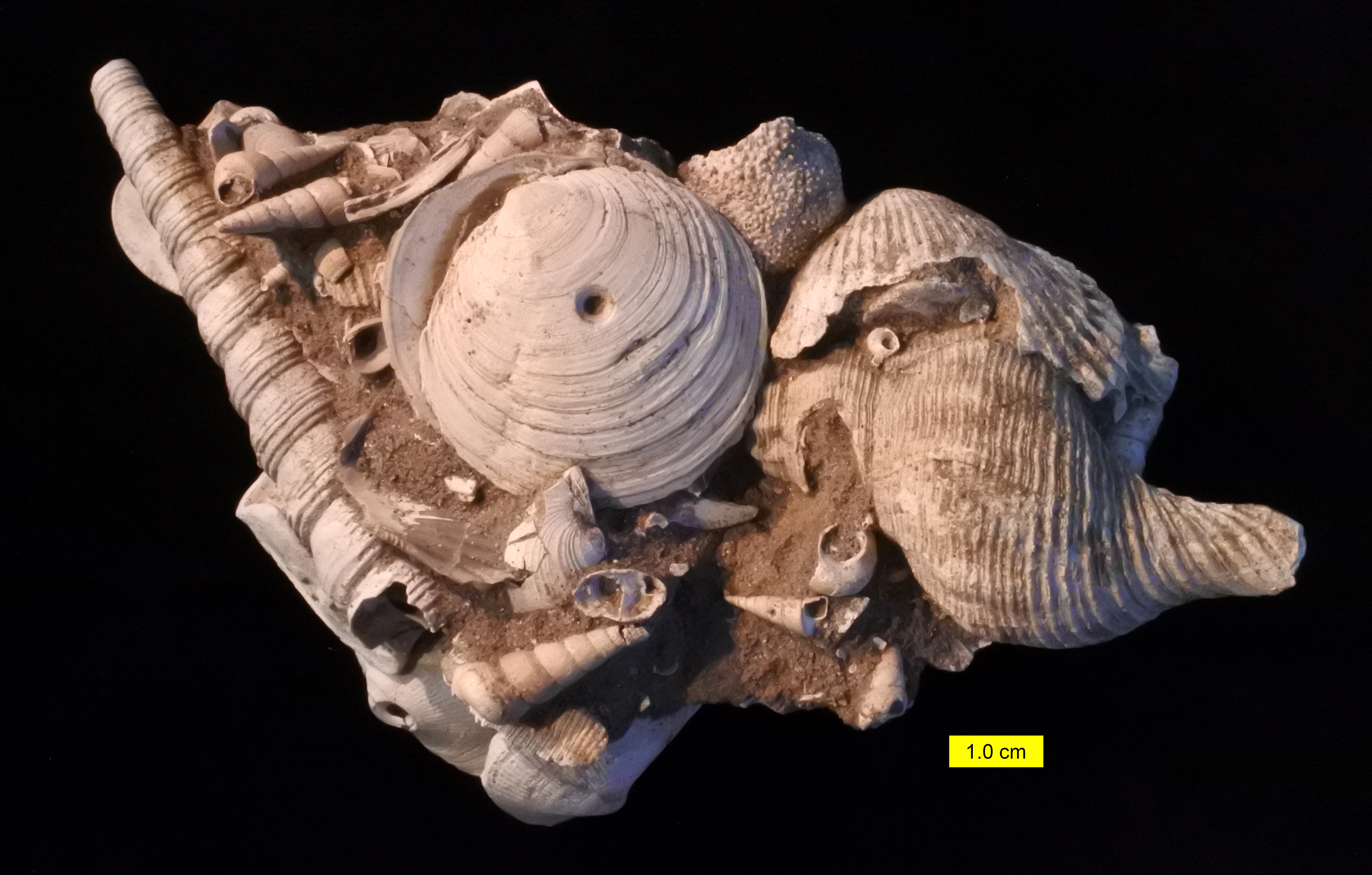
حفريات الميوسيني من تكوين كالفيرت، مقاطعة كالفيرت، ماريلاند، الولايات المتحدة الأمريكية.
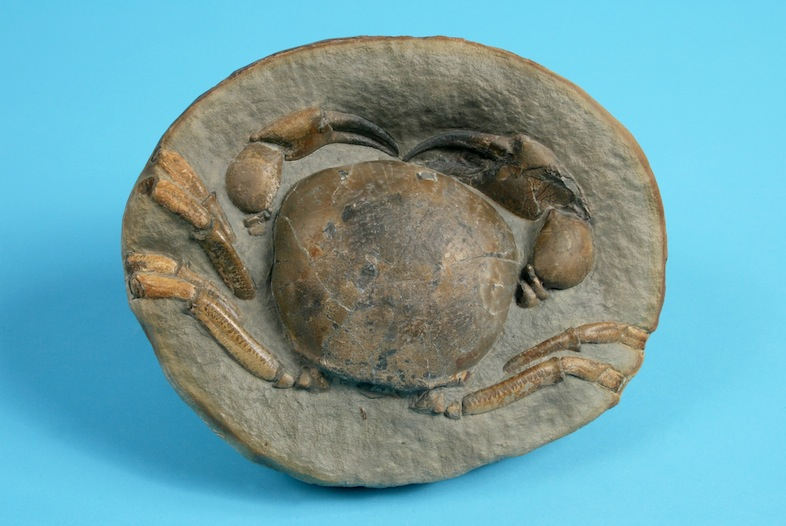
سرطان البحر الميوسيني توميدوكارسينوس العملاق من مجموعة متحف الأطفال بإنديانابوليس.

### الحياة الميكروبية
شهدت الحياة الميكروبية في القشرة الأرضية النارية لدرع فينوسكانديا تحولاً من هيمنة الميثانوجينات إلى أن أصبحت تتألف بشكل أساسي من بدائيات نوى مختزلة للكبريتات. وقد نتج هذا التغير عن إعادة تنشيط الكسور الجيولوجية خلال التكون الجبلي البيريني-الألبي، مما مكّن الميكروبات المختزلة للكبريتات من التغلغل في درع فينوسكانديا عبر المياه السطحية الهابطة.
شهد تنوع الدياتومات علاقة عكسية مع مستويات ثاني أكسيد الكربون ودرجات الحرارة العالمية خلال الميوسيني. ظهرت معظم السلالات الحديثة للدياتومات بحلول أواخر الميوسيني.

## المحيطات
تشير الدلائل المستمدة من نظائر الأكسجين في مواقع برنامج الحفر في أعماق البحار إلى أن تراكم الجليد في القارة القطبية الجنوبية بدأ منذ حوالي 36 مليون سنة خلال فترة الإيوسيني. أما الانخفاضات الملحوظة الإضافية في درجات الحرارة خلال الميوسيني الأوسط قبل نحو 15 مليون سنة، فترجّح على الأرجح زيادة نمو الجليد في القارة القطبية الجنوبية. ولذلك يمكن افتراض أن شرق القارة القطبية الجنوبية كان يضم بعض الأنهار الجليدية خلال الفترة من بداية وحتى منتصف الميوسيني (23–15 مليون سنة مضت). وقد ساهم تبريد المحيطات جزئيًا في تكوّن التيار القطبي للقطب الجنوبي، وبدأ الغطاء الجليدي في نصف الأرض الجنوبي بالنمو إلى شكله الحالي منذ حوالي 15 مليون سنة. أما الغطاء الجليدي في غرينلاند، فقد تطوّر لاحقًا، خلال منتصف البليوسيني، أي قبل نحو 3 ملايين سنة.

## اضطراب منتصف الميوسيني
يشير مصطلح "اضطراب الميوسين الأوسط" إلى موجة من الانقراضات التي أصابت الكائنات البرية والمائية بعد الذروة المناخية للميوسيني (من 18 إلى 16 مليون سنة مضت)، وذلك في الفترة ما بين حوالي 14.8 إلى 14.5 مليون سنة مضت، خلال مرحلة اللانغي من منتصف الميوسيني. صاحب هذه الفترة خطوة تبريد كبيرة ودائمة بين 14.8 و14.1 مليون سنة مضت، ارتبطت بزيادة إنتاج المياه العميقة الباردة القادمة من القارة القطبية الجنوبية، وتوسّع كبير في الغطاء الجليدي لشرق القارة القطبية الجنوبية. كما أن إغلاق الممر البحري الإندونيسي، والذي تسبب في تراكم المياه الدافئة في غرب المحيط الهادئ ثم انتقالها شرقًا مما أدى إلى تقليل ظاهرة الصعود القاعي في شرق المحيط الهادئ، قد يكون أيضًا من العوامل المسؤولة عن هذا التغير. وقد لوحظت زيادة في نسبة نظير الأكسجين الثقيل δ18O خلال الميوسين الأوسط في المحيط الهادئ، والمحيط الجنوبي، وجنوب المحيط الأطلسي. كما سُجلت زيادة في تركيز كل من الباريوم واليورانيوم في رواسب قاع المحيط.

## حدث الاصطدام
حدث اصطدام كبير إما خلال الميوسيني (من 23 إلى 5.3 مليون سنة مضت) أو خلال البليوسيني (من 5.3 إلى 2.6 مليون سنة مضت). وقد أدى هذا الحدث إلى تشكّل فوهة كاراكول (بقطر 52 كيلومترًا) في طاجيكستان، ويُقدّر عمرها بأقل من 23 مليون سنة أو ربما أقل من 5 ملايين سنة.